# George Golding
George Golding, född 6 maj 1906, död 30 augusti 1999, var en australisk friidrottare. Han deltog vid olympiska sommarspelen 1932.